# Sarena Parmar
Sarena Parmer, née le 18 septembre 1986, est une actrice canadienne. 

## Biographie
Née à Prince George, Sarena a été élevée à Kelowna et elle est diplômée de l'école nationale de théâtre du Canada. Sa famille est originaire de Pendjab.
Sarena est surtout connue pour incarner le rôle de Chandra Mehta dans la série télévisée canadienne, Indie à tout prix, depuis 2009. Elle est également connue pour avoir incarné le rôle de Audrey dans le Disney Channel Original Movie, Appelez-moi DJ Rebel aux côtés de Debby Ryan.

## Filmographie

### Cinéma
- 2013 : The Animal Project (en) de Ingrid Veninger : Mira
- 2024 : Code 8 : Partie II de Jeff Chan : Stephanie Kingston

### Télévision
- 2009 : Flashpoint : Jasmine Amiri (saison 2, épisode 16)
- 2009 : The Border : Mina Diwan (saison 3, épisode 7)
- 2009 - 2011 : Indie à tout prix : Chandra Mehta
- 2010 : Degrassi : La Nouvelle Génération : Farrah Hassan (saison 9, épisodes 15 et 16)
- 2012 : Appelez-moi DJ Rebel (Disney Channel Original Movie) : Audrey
- 2015 : Suits : Avocats sur mesure : la fiancée (saison 5, épisode 6)
- 2016 : Kim's Convenience (en) : Esi (saison 1, épisode 3)
- 2019 : The 410 (en) : Anjulie
- 2020 : Nurses (en) : Maddy (saison 1, épisode 9)
- 2021 - 2023 : Pretty Hard Cases (en) : Détective Breann Chattopadhyay (récurrente, 10 épisodes)
- 2022 : Tokens (en) : Nandita (saison 2)
- 2023 : SkyMed : Sunita (3 épisodes)

### Jeu vidéo
- 2021 : Far Cry 6 : Ishwari